# Fiat Turbina
Fiat 8001 Turbina – wyprodukowany przez włoski koncern Fiat samochód sportowy, napędzany silnikiem turbinowym. Pierwsze prace studyjne nad tym modelem rozpoczęły się w 1948 roku, a finalna konstrukcja została objeżdżona na torze Lingotto w Turynie w 1954 r. Powstało kilka prototypów, ale zrezygnowano z projektu, ponieważ Turbina gazowa wydzielała za dużo ciepła. Był to jednak pierwszy samochód z tego rodzaju jednostką napędową skonstruowany w Europie. Jego nadwozie zostało wykonane na podstawie Fiata 8V z tworzyw sztucznych.
Moc silnika zgodnie z założeniami miała wynosić około 300 KM przy 22000 obr./min. Przewidywana prędkość maksymalna dochodziła do 250 km/h.
Zachowany egzemplarz można obejrzeć w Muzeum Motoryzacji w Turynie.